# Gelserhof

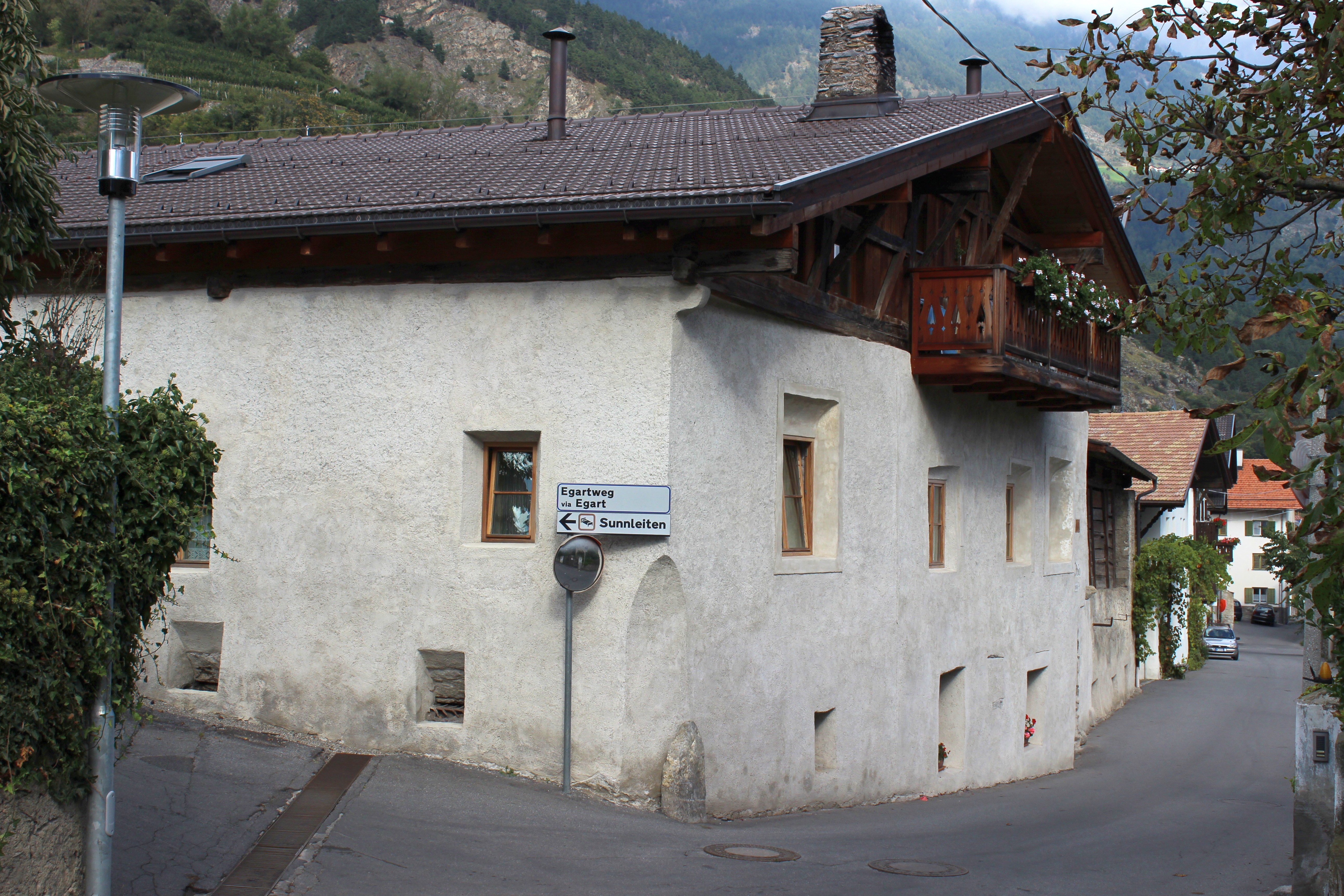
Gelserhof (Brunner)

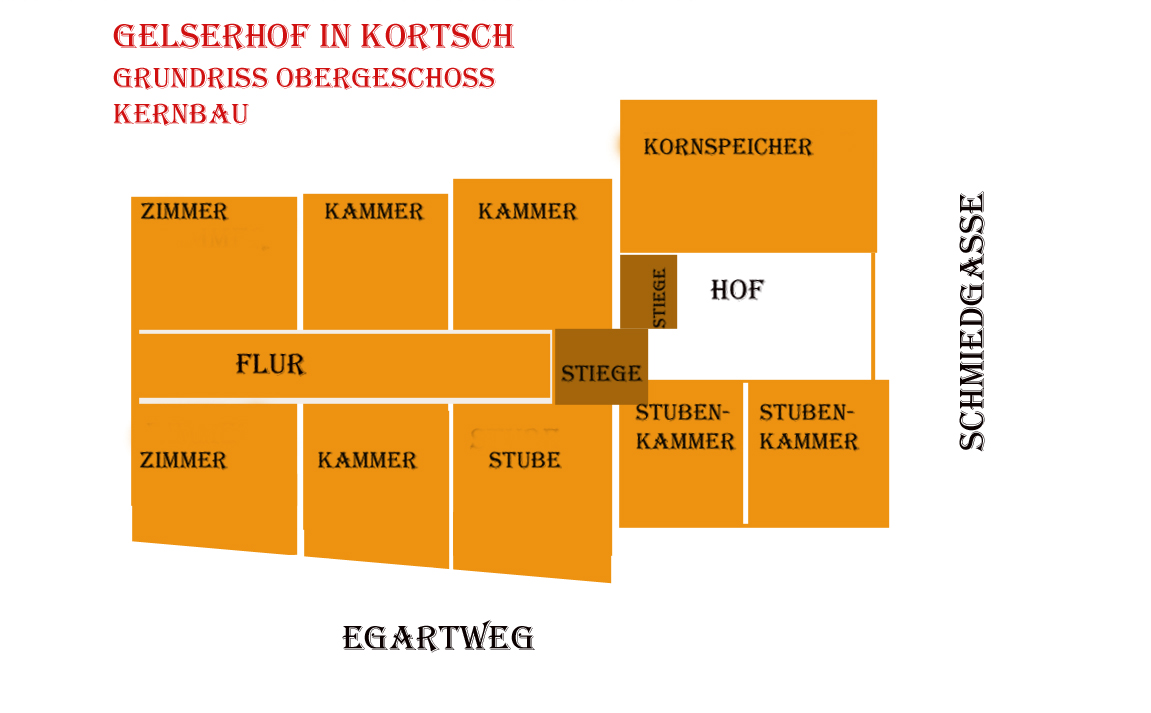
Grundriss

Der Gelserhof (auch Brunner genannt) ist ein Bauernhof spätgotischen Ursprungs in der Fraktion Kortsch der Marktgemeinde Schlanders im Vinschgau in Südtirol.
Der Kernbau wird auf die Zeit um 1450 geschätzt.
Das Anwesen liegt an der Ecke Schmiedgasse/Egartweg und hatte ursprünglich in der fortlaufenden Nummerierung der Häuser die 2/A geführt.
Das Ensemble gliedert sich in einen westlichen Wohnbau und einen östlichen Wirtschaftsbau mit Stall und Stadl. Dazwischen liegt ein ehemals offener und jetzt überdachter Innenhof, der von der Schmiedgasse her durch ein Rundbogentor zugänglich ist. Von hier führen Freitreppen zur Erschließung des Wohngebäudes und eines kastenförmigen, zweigeschossigen Speicherbaus, dessen oberes Stockwerk als Kornspeicher verwendet wurde.
Der Wohnbereich im Obergeschoss ist über einen Hausgang mit auf Schildkonsolen gelagertem Stichkappengewölbe zugänglich. Straßenseitig liegt eine hohe, tonnengewölbte Rauchküche und die Stube mit spätgotischer Bohlenbalkendecke und Leistengetäfel. Die Ecke zum Egartweg bildet ein Anbau aus dem 17. Jahrhundert, der sich an den Kernbau mit gewölbtem Hausgang anschließt.
Ein weiterer, nordseitig gelegener Innenhof, der einst durch einen Torbogen vom Egartweg erreichbar war, wird durch einen bergseitigen Bau begrenzt. Hierin befindet sich die Backstube mit tonnengewölbter Decke, Backofen und einem mächtigen Rauchfang. Die Backstube wurde 1779 erstmals erwähnt.
In jüngster Zeit wurde der Gelserhof durch den Eigentümer in vorbildlicher Weise saniert. Bei der Ergänzung des historischen Teils durch zeitgerechte Wohnräume wurde darauf geachtet, die gewachsene Bausubstanz so wenig wie möglich zu beeinträchtigen.
Am 24. Oktober 1980 wurde das Gebäude unter Denkmalschutz gestellt.